# Просвета (издателство)
„Просвета“ е най-голямото издателство за учебна и учебно-помощна литература в България, основано през 1945 г.

## История
С Постановление на Министерския съвет № 57 от 2 февруари 1945 г., одобрено с Указ № 41 на Регентския съвет на Царство България на 15 февруари 1945 г. към Министерството на народното просвещение (МНП) се създава издателство „Просвета“. В приетата наредба закон се постановяват неговите юридически правомощия, автономно управление и цел: „да издава учебници, учебни помагала, тетрадки и блокове по всички учебни предмети за всички видове и степени училища и за всички образователни институти“ („Държавен вестник“, година LXVII, София, понеделник, 19 февруари 1945 г.).
През 1948 г. става самостоятелно Държавно издателство „Народна просвета“ с печатница. По-късно по примера на СССР при МНП се създава и предприятие „Учебно-техническа промишленост“ (Учтехпром) за производство на учебни помагала и пособия.
В началото на 60-те години на ХХ век са предприети мерки за преодоляване на методологическата и технологичната изостаналост в сравнение с развитите европейски страни и за въвеждане на модерни издателски практики. Създаването на учебниците и учебните помагала е поставено изцяло на научна основа. Върху тях работят изтъкнати университетски преподаватели от всички области на науката, учители с богат опит, преводачи, художници и специалисти по оформление и печат.
През 2000 г. издателство „Просвета“ се преобразува в акционерно дружество.

## Авторите
В издателство „Просвета“ са публикувани произведенията на 50 000 автори и художници. Сред тях са водещите имена в българската наука, изкуство и образование, които изграждат съвременния издателски модел за правене на учебници и учебни помагала.

## Книгите
Издателството има в актива си над 16 000 заглавия. Изданията са във всички области на образованието, науката и изкуството в 98 отрасъла и 73 поредици. Общият отпечатан тираж е над 2 милиарда екземпляра.
В издателството са работили над 1600 души.

## Дигитално образование
През учебната 2011 - 2012 г. издателство „Просвета“ за пръв път предоставя на българския пазар електронни учебници. Новите учебници са безплатен допълнителен ресурс за преподавателите, които работят по продуктите на „Просвета“.
През октомври 2013 г. издателство „Просвета“ започва най-новия си дигитален проект – „Е-учебник.бг“. „Е-учебник.бг“ е платформа, предоставяща не само опция за поръчка на традиционните продукти на „Просвета“, но и бърз и евтин достъп до всички електронни ресурси на издателството. За първи път в България електронните учебници са предвидени за ползване у дома от ученици и родители. Електронната библиотека е допълвана постоянно с нови дигитални ресурси като помагала, онлайн тестове и игри.
През 2013 г. „Просвета“ обявява официално и своето сътрудничество с белгийското издателство за образователна литература „Die Keure“ и с „Larian Studios“, компания за компютърни игри. В резултат от съвместната работа през октомври 2013 г. издателството представя на българския пазар образователната математическа игра „Маймунски приказки“, създадена от двете белгийски компании и адаптирана от „Просвета“, за да отговаря на изискванията на българското образование.
През 2020 г. „Просвета“ стартира платформата „е-Просвета“ за електронни учебници, уроци и др.

## Награди и отличия
- Плакет „Св. св. Кирил и Методий“ на Президента на Република България, по повод 75-годишнината на издателството[2]
- 2 награди „Златен лъв“
  - Голямата награда „Златен лъв“ за най-добър цялостен издателски проект – за „Българският буквар. 200 години в първи клас“ на Антон Стайков и Свобода Цекова (2015)[3]
  - Голямата награда „Златен лъв“ за най-добър цялостен издателски проект – за „1943. Антология за деца“ с редактори Румяна Пашалийска и Петър Величков (2018)[4]
- 8 награди „Най-добри учебни материали в Европа“ (BELMA)[5][6]